# Manuel Malagrida i Fontanet

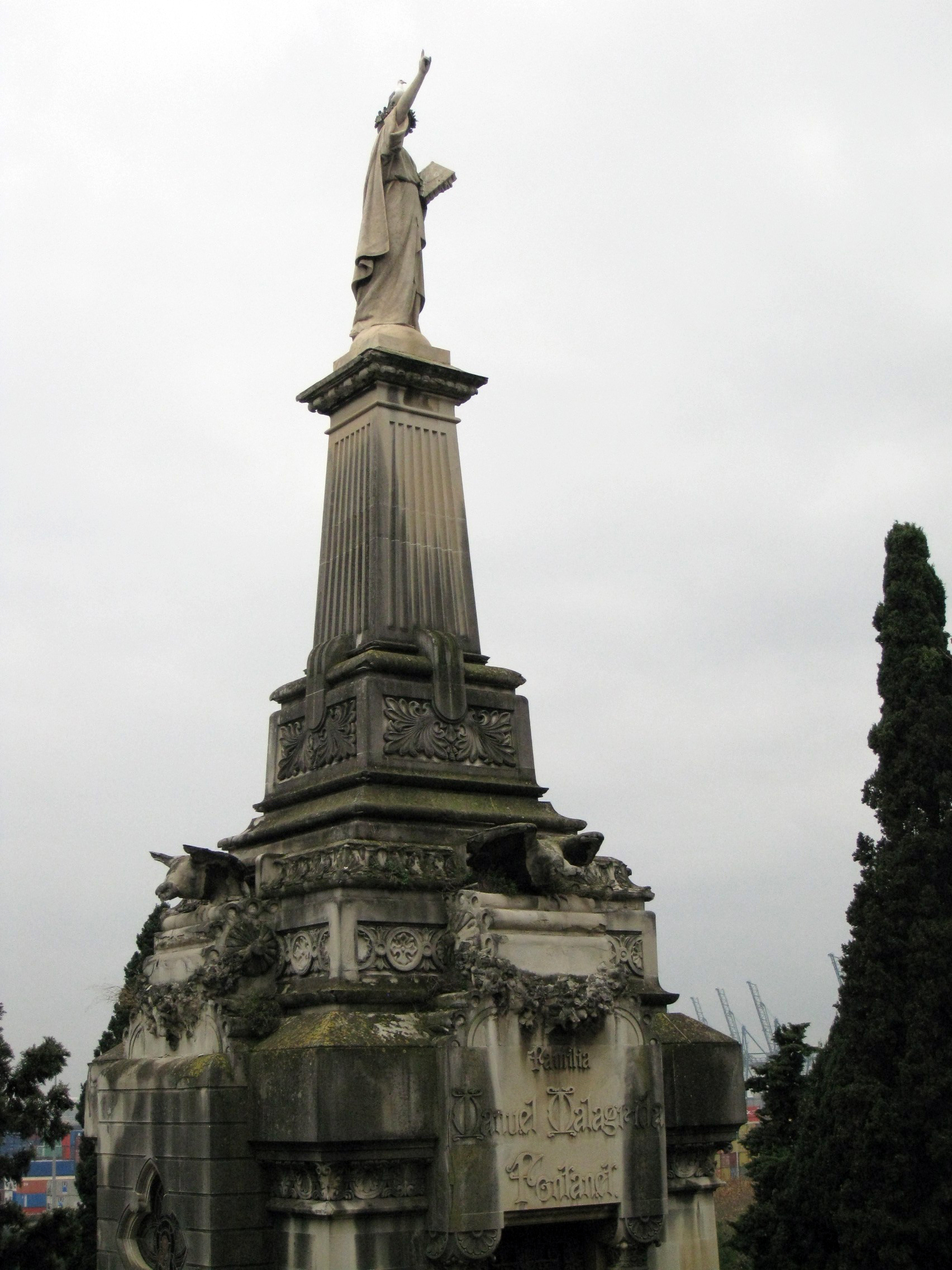
Panteón de Manuel Malagrida y Fontanet al Cementerio de Montjuic, coronado por una escultura de Eduard Alentorn

Manuel Malagrida i Fontanet (Olot, 20 de abril del 1864 – Barcelona, 15 de mayo del 1946) fue empresario del ramo del tabaco y promotor del Ensanche Malagrida de Olot.

## Biografía
Hijo de uno de los notarios más prestigiosos de la capital de la comarca de La Garrocha, a los dieciséis años se fue a vivir a Barcelona. En 1887 se marchó a París, donde se familiarizó con la industria del tabaco; tres años más tarde, cuando emigró a Argentina, aprovechó los conocimientos adquiridos para fundar la fábrica "Cigarrillos París", la primera del país austral. Como parte de la tarea para darla a conocer, convocó dos concursos mundiales de carteles publicitarios, los originales de los cuales dio posteriormente al museo de Olot. Participaron artistas de renombre, como Alphonse Mucha, Mariano Fortuny y Collivadino. Junto a Vicente Bosch y Manuel Raventós, fue uno de los pioneros en apostar por el cartel como medio publicitario por excelencia.
Una vez enriquecido decidió volver al Viejo Continente. Este indiano se estableció en Barcelona, donde comisionó al arquitecto Joaquim Codina para que le construyera en 1908 un edificio de estilo modernista, que todavía se conserva en el Paseo de Gracia, 27. Este edificio acabado en una cúpula coronada une, en la decoración de la fachada, el continente americano y el europeo. Muestras simbólicas son las representaciones que el escultor Pere Ricart hizo del águila  pirenaica y el cóndor de los Andes, los bustos de Colón y el general Mitre y dos representaciones antropomórficas, de España (con corona) y Argentina (con sombrero frigi). Como anécdota, cuando el 1927 hubo que repintar la cúpula, el aprendiz que realizó la tarea fue el que, más tarde, sería el pintor de fama mundial Antoni Clavé.
El 1916, Malagrida comenzó la renovación urbanística de Olot con la construcción en el "Pla dels Llacs" –unos humedales- de una ciudad jardín al estilo inglés hoy conocida como el Eixample Malagrida (Ensanche Malagrida), con grandes torres y edificios rodeados de jardines. Esta, dirigida en la parte técnica por el arquitecto municipal Joan Roca i Pinet y acabada el 1925 por Josep Esteve, se extiende hacia el suroeste del casco antiguo, y Malagrida mostró el hermanamiento España-América bautizando con el nombre de "puente de Colón" el paso que salva el río Fluvià y poniendo nombres de regiones españolas y de países americanos a las vías que cruzan el barrio. Manuel Malagrida también cedió los terrenos para la construcción de la Biblioteca Popular de Olot (1918, no existente en la actualidad) y la de la escuela que lleva su nombre (1926).
El ayuntamiento de Olot lo declaró "Hijo ilustre" el 1957, y su retrato se exhibe a la Galería de Olotenses Ilustres. En vida también le fueran otorgadas la Gran Cruz de Isabel la Católica, la Orden de Carlos III y la Gran Placa de Honor y Mérito de la Cruz Roja Española. Su documentación personal se conserva al Archivo Histórico Comarcal de La Garrocha.